# OliV
Oliv — это персональное название двойной звезды. Двойная звезда состоит из  белого карлика и красного гиганта. При этом размер белого карлика составляет примерно в 2100 раз меньше красного гиганта. Центр масс двойной звезды расположен внутри белого карлика, но близко к его поверхности. Таким образом, складывается впечатление, что красный гигант вращается вокруг белого карлика.

## История
До 1962 года считалось, что данная звездная система состоит из одной звезды. Однако, на основании математических исследований на советском компьютере М-20 было рассчитано предельное угловое отклонение, которое показывало наличие второй звезды. Позже, с помощью оптического телескопа Хаббла удалось подтвердить расчеты советских учёных и обнаружить белого карлика скрывающегося в излучаемом спектре красного гиганта.

## География
Двойная звезда OliV является звездой южного полушария, однако её можно увидеть в том числе в северном полушарии, но не севернее 60 широты Эта же широта проходит через южное побережье Аляски и Гренландии, город Ухта, Магадан, Санкт-Петербург на Дальнем Востоке и столицу Норвегии Осло. Восход над горизонтом в северном полушарии начинается 26 апреля и достигает зенита к 27 мая при этом достигая максимального склонения + 7° 42′ 58,017″. Абсолютная звездная величина двойной звезды OliV составляет +3,8 m.
По предположениям учёных и с учётом спектрального анализа возраст двойной звезды OliV равен примерно 27 млн. лет. Исходя из существующей теории межзвездного взаимодействия, гравитационная сила белого карлика продолжая сжиматься поглотит красного гиганта, при этом произойдет рождение сверхновой звезды.

## Присвоение имени
Наименование двойной звезды является инициальной аббревиатурой и образована из двух частей с использованием транслитерации: Oli и заглавной V. Данная двойная звезда названа в честь Ольги Михайловны Васильевой на основании заявки о переименовании с 26 апреля 2016 года. Наименование OliV внесено в Астрофизическую информационную систему НАСА